# 陳翰立
陳翰立（1979年8月29日—）是中華民國南投縣名間鄉萬丹村出身的政治人物，生於臺中市醫院，父親陳啟吉與母親鄧永禧皆曾擔任南投縣議員，民主進步黨籍。現任名間鄉鄉長，曾任南投縣（南投市、名間鄉）第17、18、19屆議員。2022年代表民進黨參選名間鄉鄉長選舉，最終以11,976票當選第19屆南投縣名間鄉鄉長，成為名間鄉首位民進黨籍鄉長。

## 經歷
2005年返回台灣投入第十六屆南投縣議員選舉落選，其後至台中經營生意，於2009年再度參選南投縣議員並當選，毅然放棄事業回家鄉擔任專職議員。
2014年加入民進黨籍身分再度投入南投縣議員選舉並當選，更擔任黨團議會總召。2018年以6606票，順利連任成功。
2022年改投入家鄉名間鄉長選舉，最終以55.21%得票率當選。

## 選舉紀錄
| 年度 | 選舉屆數               | 選舉區           | 所屬政黨     | 得票數 | 得票率 | 當選標記 |
| ---- | ---------------------- | ---------------- | ------------ | ------ | ------ | -------- |
| 2005 | 第十六屆南投縣議員選舉 | 南投縣第一選舉區 | 台灣團結聯盟 | 2,628  | 3.41%  |          |
| 2009 | 第十七屆南投縣議員選舉 | 南投縣第一選舉區 | 無黨籍       | 4,849  | 6.45%  |          |
| 2014 | 第十八屆南投縣議員選舉 | 南投縣第一選舉區 | 民主進步黨   | 6,456  | 7.87%  |          |
| 2018 | 第十九屆南投縣議員選舉 | 南投縣第一選舉區 | 民主進步黨   | 6,606  | 8.17%  |          |
| 2022 | 第十九屆名間鄉鄉長選舉 | 南投縣名間鄉     | 民主進步黨   | 11,976 | 55.21% |          |